# 福居良
福居 良（ふくい りょう、1948年6月1日 - 2016年3月15日）は、日本のジャズピアノ奏者、アコーディオン奏者。
美しい旋律のオリジナル曲と、力強くスウィング感あふれるビバップスタイルの演奏で多くのファンを魅了してきた。1995年、札幌市にライブハウス「スローボート」を開店しそこを拠点に全国で活動。2012年にはジャズピアニストとして初めて札幌文化奨励賞を受賞した。バリー・ハリスを師と仰ぎ長年にわたって交流を重ねた。

## 略歴
1948年、北海道沙流郡平取町に生まれる。18歳でアコーディオン、22歳でピアノを始める。
幼少期、民謡演奏家で全盲の多才な旅芸人であった父親の福居天童及び母親と共に旅一座としての経験を積んだ。小学校入学後は平取町の実家に居住していたが、小学校4年の時に札幌市に定住の決まった両親に連れられ札幌市に移住。当初、父親は芸人やバンドマンになることを反対したが、両親の仕事仲間の奏者が足りなくなり18歳で父親らの仕事を手伝うためにアコーディオンを演奏するようになる。その後、東京へ移りアコーディオン演奏の技術を磨いた後に札幌市へ戻ってタンゴバンドなどでアコーディオンを極めていくが、時代の変化と共に仕事が無くなってきた。
ちょうどその頃、父親の勧めでピアノを学ぶ機会を得、22歳でレコードを聴きながらコピーするなど独学でピアノを学び始めた。技術を高める為に東京へ移り、研鑽の日々を送った。その後、著名なテナーサックス奏者の松本英彦のバンドへ加入することになり、厳しい指摘に挫折を味わうこともあったが、当時バークレーなどで学んで帰国した渡辺貞夫の講習などに積極的に参加して理論を習得し、ジャズピアニストとしての才能を高め、自信を深めていった。27歳で札幌市に戻った後、自分のトリオを結成し1stアルバム『Scenery』で全国デビュー。その後複数のアルバムを発表しながら、東京ピットイン、名古屋ラブリーなど全国に活躍の場を広げていった。そして海外での活動も始めた頃、生涯の師となるバリー・ハリスと出会う。
1995年6月に札幌市すすきのでジャズクラブ「スローボート（Slow Boat）」を開店。バリー・ハリスをはじめ、リロイ・ウィリアムズ(ds)、ライル・アトキンソン(b) などバップの真髄を伝える一流プレイヤーとの交流を深め、4thアルバム『Ryo Fukui in New York』を発表。バップピアニストとしての評価を確立していった。同時に若手ジャズプレーヤーの育成にも尽力し、同店は北海道の重要なジャズ拠点ともなった。
2012年、精力的な演奏活動や後進指導への取り組みが評され、札幌市が「ジャズの街」として魅力を発信する一助となったとして、札幌市より第40回（平成24年度）札幌文化奨励賞を受賞した。なお、父親・福居天童も昭和59年度に札幌市民文化奨励賞を受賞している。
2015年にYouTubeにデビューアルバムの『Scenery』が投稿され、1200万回再生されて海外で注目され、福居を知らなかった若い層のファンも現れ、日本のジャズ振興の一翼を担った。
2016年3月15日、悪性リンパ腫により68歳で逝去。同年6月にはバリー・ハリスが日本を訪れ、福居の追悼コンサートを開催している。
2018年には遺作となったアルバム『A Letter From Slowboat』のアナログ化（レコード化）及び発売と共に、『Scenery』のアナログ盤も再プレスされた。

## アルバム
- Scenery（1976年12月21日、レーベル：トリオレコード、規格品番：PA-7148）
- Mellow Dream（1977年12月21日、レーベル：トリオレコード、規格品番：PA-7182）
- My Favorite Tune（1994年8月5日、レーベル：サッポロジャズクリエイト、規格品番：SJC-9401）
- Ryo Fukui in New York（1999年6月1日、レーベル：サッポロジャズクリエイト、規格品番：SCJ-9901）
- A Letter From Slowboat（2015年7月9日、レーベル：サッポロジャズクリエイト、規格品番：SJC-1501）